# Eusebio Rodríguez Salas
Eusebio Rodríguez Salas (Tarragona, 15 de diciembre de 1885 — 13 de marzo de 1955 Ciudad de México) fue un político español, conocido por ser el comisario general de las fuerzas de policía Cataluña y consejero de Orden Público de la Generalidad de Cataluña durante la Jornadas de mayo de 1937. Fue un destacado militante del Partido Socialista Unificado de Cataluña (PSUC).

## Biografía

### Primeros años y carrera política
Su familia era originaria de Castilla La Vieja. Durante la Primera Guerra Mundial se convirtió en militante anarcosindicalista. Fue en estos años cuando Rodríguez Salas perdió un brazo durante un asalto al Banco de Tarragona, por lo que empezó a a ser conocido como el manco. Participó en la Huelga general de 1917, lo que supuso que fuera despedido de su empresa. Como trabajador del ferrocarril, se unió al Comité Organizador del Primer Congreso Provincial de la CNT de Tarragona (11 a 13 de abril de 1920), donde ejerció como secretario de la mesa en la primera reunión. También ejerció como secretario del Sindicato de Transporte Marítimo de la CNT, en 1921, ocupando otros cargos en la CNT durante la década de 1920.
Sin embargo comenzó a alejarse del anarquismo. Para 1922-23 se había incorporado a la sección tarraconense del grupo La Batalla. En 1930 pasó a formar parte del primer comité central del Bloque Obrero y Campesino (BOC) junto a Joaquín Maurín y la comisión ejecutiva de la Federación Comunista Catalano-Balear (FCCB), organizando grupos de choque y autodefensa. Sin embargo, en 1935 abandonó el BOC para pasar a la Unió Socialista de Catalunya, la cual en 1936 se integró en el Partido Socialista Unificado de Cataluña (PSUC). Dentro del nuevo partido Rodríguez Salas, que tenía fama de matón y arrojado, rápidamente se hizo un lugar dentro de las filas del PSUC. En diciembre de 1936 fue nombrado Comisario General del consejero de Orden Público de la Generalidad de Cataluña, Artemi Aiguadé, para reemplazar al menos agresivo (y también menos crítico con el anarquismo) Martí Rouret Callol.
Salas era muy impopular en la CNT-FAI a causa de sus inclinaciones comunistas. El 17 de abril de 1937, en relación con una crisis interna en el gobierno de la Generalidad, un artículo del diario anarquista Solidaridad Obrera declaraba que "[La] manera de prevenir los sacrificios de nuestros camaradas de ser reducidos a la nada es...crear un Ejército que garantice la victoria en la guerra y la revolución, y eliminar de la vida pública de Cataluña a Comorera, Aiguadé, Rodríguez Salas, etc". El 24 de abril Rodríguez Salas sufrió un intento fallido de asesinato, atentado al que siguió al día siguiente el asesinato del miembro del PSUC y secretario de la Federación de Trabajadores Municipales de la UGT Roldán Cortada. Salas condenó el asesinato y lo atribuyó a los "incontrolables" agentes provocadores hostiles al Frente Popular. Como respuesta, ordenó asaltar el bastión anarquista de Hospitalet de Llobregat con el pretexto de que allí se podrían estar escondiendo los asesinos de Cortada.

### El Incidente de la Telefónica
El edificio de la Telefónica en Barcelona era un importante centro de telecomunicaciones, ya que permitía "el seguimiento de cualquier comunicado del gobierno y el ejército entre Valencia, Barcelona y la frontera francesa. En el marco del decreto de la Generalidad del 24 de octubre de 1936 que daba a los sindicatos el control de las grandes empresas comerciales e industriales confiscadas por ellos durante los primeros días de la guerra, la central telefónica de Barcelona —propiedad de la Compañía Telefónica Nacional de España, que a su vez era una subsidiaria de la International Telephone and Telegraph Corporation— estuvo controlada nominalmente por un comité conjunto de la CNT y UGT, junto a un delegado de la Generalidad. Los anarcosindicalistas, sin embargo, dominaban todo cuanto ocurría en el edificio. El gobierno republicano conocía el control que los anarquistas ejercían sobre las conversaciones telefónicas de carácter oficial. El 2 de mayo de 1937 una llamada telefónica del presidente Manuel Azaña a Lluís Companys fue interrumpida por la telefonista anarquista, que les dijo a ambos políticos que las líneas debían ser utilizadas para cuestiones más importantes.
En la tarde del 3 de mayo, posiblemente actuando bajo las órdenes del Consejero de Seguridad interior, Artemi Aiguadé, Rodríguez Salas acudió al edificio —situado en el centro de la Plaza de Cataluña— con tres camiones cargados de guardias de Asalto y acompañado por el representante de la Generalidad en el comité de Telefónica. Rodríguez Salas ordenó que los centinelas anarquistas del edificio fueran desarmados y comunicó a los guardias de la puerta que estaba allí para hacerse cargo del edificio en nombre del Gobierno. A continuación, subió al Departamento de censura, situado en el primer piso, momento en que los miembros de la CNT que había dentro del edificio comenzaron a disparar contra los guardias de asalto que acompañaban a Rodríguez Salas. Ante esta tesitura, este llamó por teléfono a las autoridades para solicitar el envío de refuerzos; poco después llegó una compañía de guardias de asalto junto a los miembros de la FAI Dionisio Eroles y José Asens Giol. Eroles pidió a los milicianos de la CNT en el edificio que cesaran inmediatamente el fuego y entregasen sus armas. A pesar de la resistencia inicial, los anarquistas acabaron obedeciendo y entregaron las armas, no sin antes disparar la munición hacia el aire y vaciar los cargadores. Aunque el edificio de la Telefónica fue asegurado por las autoridades republicanas, este incidente fue el que provocó el estallido de los conocidos como Sucesos de Mayo en Barcelona.
En respuesta a lo ocurrido, los consejeros de la CNT en el Gobierno autónomo catalán exigieron la renuncia inmediata de Rodríguez Salas y Aiguadé. Con esta exigencia llegaron exigencias adicionales para que los consejeros pertenecientes al PSUC salieran del gobierno autónomo, pero ni Aiguadé ni los consejeros del PSUC abandonaron sus puestos. Como parte del nuevo gobierno provisional formado en los días posteriores para intentar detener la lucha en Barcelona, Rodríguez Salas permaneció como jefe de la Comisaría general —a pesar de la posterior dimisión de Aiguadé— hasta la llegada del coronel Antonio Escobar, al que el gobierno republicano en Valencia había nombrado delegado de Orden Público en Cataluña. Según comentaría en privado el ministro de Justicia, el anarquista García Oliver, «el ministro de la Gobernación ordenó la inmediata destitución de Rodríguez Salas». No volvió a ocupar puestos de relevancia durante el resto de la guerra.

### Últimos años
Hacia el final de la contienda Rodríguez Salas marchó al exilio, instalándose en México. Encontrándose allí, en 1942 fue expulsado del PSUC. Para entonces era director de la revista Conciencia Ferroviaria y colaboraba en la revista Fructidor, escribiendo artículos bajo el seudónimo de "Rafael Olmedo". En 1944 se trasladó a la República Dominicana. Su nieto es el escritor mexicano Enrique Serna.

### Pie de página
1. ↑  Peirats y Ealham, 2005, p. 106.
2. 1 2 3  Landis, 1975, p. 345.
3. 1 2  Alexander, 2007, p. 786.
4. 1 2  Bolloten, 1979, p. 390.
5. ↑  Bolloten, 2007, p. 398.
6. ↑  Bolloten, 1979, p. 399.
7. ↑  Bolloten, 1979, p. 400.
8. ↑  Bolloten, 1979, p. 403.
9. ↑  Thomas, 2001, pp. 635-636.
10. ↑  Bolloten, 1979, p. 404.
11. ↑  Alexander, 2007, p. 903.
12. ↑  Alba y Schwartz, 1988, p. 189.
13. 1 2 3  Thomas, 2001, p. 636.
14. 1 2 3  Landis, 1975, p. 346.
15. ↑  Jackson, 1965, p. 369.
16. ↑  Bolloten, 1979, p. 421.
17. ↑  Bolloten, 1979, p. 427.